# Мороз, Виктор Васильевич (футболист)
Виктор Васильевич Мороз (укр. Віктор Васильович Мороз; 18 января 1968, Киев, СССР) — украинский футболист и футбольный тренер. Играл на позиции полузащитника. Мастер спорта СССР (1991).

## Биография

### Юношеские годы
Начал с дворового футбола. Там Виктора заметил тренер Анатолий Петрович Пилипчук, бывший игрок «Динамо», «Шахтёра» и олимпийской сборной СССР, который забрал парня в киевскую юношескую команду «Восход».
Во время игры с одной из «динамовских» команд, Мороза приметили скауты «бело-синих» и забрали к себе. Затем Виктор прошёл все ступени «динамовской» школы, где долгое время учился под руководством Александра Шпакова. Параллельно выступал за юношеские и молодёжные сборные СССР, куда впервые Виктора вызвал Анатолий Бышовец.

### «Динамо»
Первый матч в основе «Динамо» состоялся 15 марта 1991 года против «Шахтёра» дома, который завершился в «сухую» ничью. На протяжении большей части сезона был основным полузащитником киевлян, однако в конце года Виктор травмировался и пришлось делать операцию. Пока восстанавливался, произошёл переход от советского к украинскому чемпионату, а в клубе начались смены тренеров, вместо Анатолия Пузача пришёл Йожеф Сабо, а затем и Михаил Фоменко, но оба они не видели Виктора в основной команде, из-за чего он был вынужден играть за «Динамо-2» в Первой лиге.

### Израильский период
Летом 1993 года Морозу поступило предложение из Израиля, где уже играло немало игроков из бывшего Союза, от клуба «Хапоэль» (Беэр-Шева). В первом своем израильском клубе Мороз вместе с соотечественниками Александром Щербаковым и Сергеем Гусевым дважды подряд брал третье место чемпионата.
Во втором сезоне в «Хапоэле» Виктор забил 12 голов, благодаря чему его пригласил один из грандов местного футбола — «Маккаби» из Тель-Авива. В составе новой команды в 1996 году выиграл чемпионат и Кубок Израиля, но того же года покинул клуб и перешёл в «Хапоэль Цафририм».

### Завершение карьеры
Вскоре получил серьёзную травму, и после того как контракт уже закончился, пришлось вернуться на Украину, где в течение 1999 года выступал за киевский ЦСКА, а потом поехал в китайский «Ляонин Хувин», где в 32 года и завершил футбольную карьеру. Сам Мороз прокомментировал это так: «В Китае мог бы ещё играть, но случилось то, о чём я никому никогда не скажу. Человеческий фактор вмешался. Какой? Пусть это будет тайной».
Несмотря на завершении профессиональной карьеры, ветеранское движение разрешало Морозу держать себя в форме, так как Виктор решил и в дальнейшем остаться в футболе, поэтому самостоятельно пошёл учиться на тренерскую лицензию.

### Пляжный футбол
В 2004 году получил первую тренерскую работу, возглавив сборную Украины по пляжному футболу, в которой стал играющим тренером.
Под его руководство сборная попала на чемпионат Европы 2004 года, причем с первого места в группе. На ЧЕ в Монако первый же стыковой матч пришлось играть с действующими чемпионами Европы испанцами, за которых играл бывший футболист Хулио Салинас, но Украина под руководством Мороза победила. После этого принц Монако Альбер даже решил познакомиться с командой. В итоге сборная заняла третье место на чемпионате Европы. Это был первый серьёзный трофей для «пляжников». Этот успех открыл путь к розыгрышу чемпионата мира 2005 года, на котором сборная стала шестой, а Виктор забил два гола.

### Возвращение в большой футбол
В 2005 году Мороз покинул сборную и вскоре, получив тренерскую лицензию, устроился тренером-селекционером в киевское «Динамо», хотя приглашали и в детскую школу тренером. В селекции работал до 2009 года.
В 2010 году появилось приглашение от Анатолия Демьяненко стать его ассистентом в узбекском «Насафе» и Мороз согласился. В них начался второй круг и клуб закончил чемпионат третьими. В 2011 году «Насаф» уже был вторым, попал в финал национального Кубка и выиграл Кубок АФК.
В январе 2012 года Демьяненко возглавил луцкую «Волынь» и вскоре снова пригласил Мороза в свой штаб, где он работал до увольнения Демьяненко весной 2013 года.
В конце 1980-х — начале 1990-х годов в киевском «Динамо» было несколько Морозов — Виктор, Юрий и Александр. С Юрием Виктор играл за киевлян в одно и то же время, некоторые ошибочно их называли братьями. Позже с Юрием они вместе играли в Израиле, где также ошибочно говорили, что они братья.

## Титулы
- Чемпион Израиля: 1996
- Обладатель Кубка Израиля: 1996